# Hay Hills
Die Hay Hills sind eine Reihe felsiger Hügel im ostantarktischen Mac-Robertson-Land. Sie ragen am nördlichen Ende des Mawson Escarpment zwischen dem Rofe-Gletscher und dem Petkovic-Gletscher auf.
Luftaufnahmen der Australian National Antarctic Research Expeditions aus den Jahren 1956, 1958, 1960 und 1973 dienten ihrer Kartierung. Das Antarctic Names Committee of Australia benannte sie nach D.O. Hay, Staatssekretär im australischen Außenministerium zwischen 1957 und 1966.